# 丹妮尔·布朗
丹妮尔·布朗（英語：Danielle Brown，1988年4月10日—），英国女子射箭运动员，主攻复合弓。她曾代表英国参加2008年和2012年夏季残疾人奥林匹克运动会射箭比赛，获得二枚金牌。